# Communauté de communes Estuaire et Sillon
Die Communauté de communes Estuaire et Sillon ist ein französischer Gemeindeverband mit der Rechtsform einer Communauté de communes im Département Loire-Atlantique in der Region Pays de la Loire. Sie wurde am 22. Dezember 2016 gegründet und umfasst elf Gemeinden. Der Verwaltungssitz befindet sich im Ort Savenay.

## Historische Entwicklung
Der Gemeindeverband entstand mit Wirkung vom 1. Januar 2017 durch die Fusion der Vorgängerorganisationen
- Communauté de communes Cœur d’Estuaire sowie
- Communauté de communes Loire et Sillon.

## Mitgliedsgemeinden
| Gemeinde                                  | Einwohner 1. Januar 2022 | Fläche km² | Dichte Einw./km² | Code INSEE | Postleitzahl |
| ----------------------------------------- | ------------------------ | ---------- | ---------------- | ---------- | ------------ |
| Bouée                                     | 1.100                    | 21,29      | 52               | 44019      | 44260        |
| Campbon                                   | 4.031                    | 49,82      | 81               | 44025      | 44750        |
| Cordemais                                 | 3.954                    | 37,2       | 106              | 44045      | 44360        |
| La Chapelle-Launay                        | 3.246                    | 24,82      | 131              | 44033      | 44260        |
| Lavau-sur-Loire                           | 769                      | 16,22      | 47               | 44080      | 44260        |
| Le Temple-de-Bretagne                     | 2.005                    | 1,6        | 1.253            | 44203      | 44360        |
| Malville                                  | 3.689                    | 31,24      | 118              | 44089      | 44260        |
| Prinquiau                                 | 3.557                    | 22,82      | 156              | 44137      | 44260        |
| Quilly                                    | 1.541                    | 17,67      | 87               | 44139      | 44750        |
| Saint-Étienne-de-Montluc                  | 7.739                    | 57,57      | 134              | 44158      | 44360        |
| Savenay                                   | 9.465                    | 26         | 364              | 44195      | 44260        |
| Communauté de communes Estuaire et Sillon | 41.096                   | 306,25     | 134              | –          | –            |